# Добсон, Крис
Кристофер Мартин «Крис» Добсон (англ. Christopher Martin «Chris» Dobson; 8 октября 1949, Ринтельн, Германия — 8 сентября 2019) — британский химик, специалист по протеомике и структурной биологии, занимался фолдингом и мисфолдингом белков. Доктор философии (1976), профессор Кембриджского, а прежде Оксфордского университетов. Член Лондонского королевского общества (1996) и АМН Великобритании (2005), иностранный член Национальной АН США (2013) и Американского философского общества (2018).

## Биография
Окончил с отличием Оксфордский университет в 1971 году со степенями бакалавра искусств и наук, там же получил степени магистра (1974) и доктора философии (1976), занимался в его Кэбл- и Мертон-колледжах. В 2007 году удостоился степени доктора наук ScD в Кембриджском университете.
В 1975—1977 гг. исследовательский фелло по химии в альма-матер. В 1977—1980 гг. ассистент-профессор химии Гарвардского университета и приглашённый учёный Массачусетского технологического института.
С 1980 года преподаватель, в 1996—2001 гг. профессор химии и в 1998—2001 гг. директор центра молекулярных наук альма-матер.
С 2001 года именной профессор Кембриджского университета (John Humphrey Plummer Professor of Chemical and Structural Biology), с 2007 года также возглавляет его Сент-Джонс колледж и с 2012 года является директором университетского центра конформационных болезней (Cambridge Centre for Misfolding Diseases).
Автор более 800 работ и обзорных статей, его h-index превышает 100.
Почётный фелло оксфордских Линакр-колледжа (2008), Леди-Маргарет-Холл (2008), Мертон- и Кэбл-колледжей (2009), дублинского Тринити-колледжа (2013), кембриджского колледжа Дарвина (2014).
В 2001 году приглашённый учёный Калифорнийского университета в Сан-Франциско, в 2007 году приглашённый профессор Франкфуртского университета имени Иоганна Вольфганга Гёте, в 2014 году приглашённый профессор Vallee Foundation, в 2017 году заслуженный приглашённый профессор Гонконгского университета.
Член Европейской академии (2011), иностранный почётный член Американской академии искусств и наук (2007).
В 2001 году президент Protein Society.
Член EMBO (1999), фелло International Society of Magnetic Resonance (2008).
Почётный член National Magnetic Resonance Society of India (2004), Chemical Council of India (2010), Индийского биофизического общества (2012).

## Награды и отличия
- Corday-Morgan Prize[англ.], Королевское химическое общество (1981)
- Howard Hughes Medical Institute[англ.] International Research Scholar (1992)
- Brunauer Award, American Ceramic Society[англ.] (1996)
- Dewey and Kelly Award, Университет Небраски (1997)
- Национальный лектор, American Biophysical Society[англ.] (1998)
- Interdisciplinary Award, Королевское химическое общество (1999)
- Bijvoet Medal, Bijvoet Center for Biomolecular Research[англ.] (2002)
- Серебряная медаль Итальянского общества биохимии (2002)
- Бейкеровская лекция Лондонского королевского общества (2003)
- Stein and Moore Award, Protein Society[англ.] (2003)
- Медаль Дэви Лондонского королевского общества (2005)
- Hans Neurath Award , The Protein Society (2006)
- Королевская медаль Лондонского королевского общества (2009)
- Hans Neurath Lecture (2009)
- Khorana Award, Королевское химическое общество (2010)
- Премия Хейнекена (2014)
- Премия Фельтринелли (2014)

Почётный доктор бельгийского Лёвенского университета (2001), медицины шведского Университета Умео (2005), медицины итальянского Флорентийского университета (2006), бельгийского Льежского университета (2007), наук Королевского колледжа Лондона (2012).